# Конго (фильм)
«Конго» (англ. Congo) — американский приключенческий фильм. Экранизация одноимённого романа Майкла Крайтона.

## Сюжет
В глубины экваториальной Африки американской компанией TraviCom послана экспедиция. Они розыскивают новый тип алмазов для использования их в микроэлектронике. Во время сеанса связи с штаб-квартирой по спутниковой видеосвязи на путешественников нападают неизвестные косматые существа, которые быстро и беспощадно убивают всех членов экспедиции.
На поиски снаряжается новая команда. В неё входит сотрудник TraviCom, доктор Карен Росс (Лора Линни), которая хочет найти своего жениха Чарльза (Брюс Кэмпбелл), сына владельца TraviCom Тревиса (Джо Дон Бейкер). Она присоединяется к сотруднику университета Беркли, исследователю поведения приматов Питеру Эллиотту (Дилан Уолш), который добивается замечательного прогресса в экспериментах с гориллой Эми. Ему удаётся настроить сложную систему, которая преобразует язык жестов гориллы в голос и с обезьяной становится возможным общаться. Поскольку гориллу донимают кошмары, Питер и его помощник Ричард (Грант Хеслов) хотят вернуть Эми обратно на её родину. Спонсором становится подозрительный тип, богатый румын по имени Херкемер Хомолка (Тим Карри).
Прилетая в Африку, они формируют полноценную экспедицию, к которой присоединяются Мунро Келли (Эрни Хадсон), проводник, и его друг Каега (Адевале Акиннуойе-Агбадже). Экспедиция преодолевает по пути самые разные препятствия: нападение бегемотов на реке, стрельба по самолету при вторжении в воздушное пространство Республики Конго. По ходу выясняется, что Мунро знает Хомолка и вытащил его из джунглей, когда тот искал затерянный город Зиндж, в котором якобы находились знаменитые копи царя Соломона. При этом Хомолка при помощи различных фактов (древний перстень, фотография Эми с её рисунком) доказывает, что горилла Эми видела город Зиндж и приведет их туда. Мунро скептически относится к этому, считая, что этот город не существует. Однако, экспедиции немало вопросов дал найденный племенем Призраков участник пропавшей экспедиции, который при виде Эми дико кричит и умирает.
Прибывая к затерянному городу, они обнаруживают остатки лагеря, при этом никаких тел нет. А вскоре появляются постоянные обитатели города — серые гориллы, которые убивают Ричарда и пару носильщиков. Экспедиция ставит ночной лагерь близ города и выдерживает атаку горилл. Хомолка, который подметил повторяющиеся иероглифы на стенах домов, переводит, что они означают, — «Мы следим за вами» (позже Питер вспоминает эту фразу, говоря о том, что это слова дрессировщиков и наставников). На следующий день, когда все пытаются выбраться из города, по настенным фрескам они узнают его историю. Стремясь защитить копи, люди Соломона приручили серых горилл убивать чужаков, отбирали их по агрессивности и поощряли её. А потом гориллы набросились на своих хозяев, и город опустел и исчез. В этот момент происходит землетрясение, сигналящее о пробуждении близлежащего вулкана. Ища выход, группа случайно выходит на копи, в которых полно пещер — жилищ серых горилл. Обезумевший от счастья Хомолка собирает лежащие алмазы и пытается сбежать. Гориллы убивают его, а также Каегу и большинство членов экспедиции. Тем временем Карен и Питер находят мертвого Чарли и остальных членов экспедиции. Выживший Мунро пытается отстреливаться от горилл, сообщая, что патроны на исходе. Карен находит лазер, который испытывал Чарли, и вставляет в него алмаз. Тем временем, гориллы хватают Питера и уже хотят растерзать его, как к копям прибегает Эми и спасает его. Карен заряжает лазер и огнём расчищает путь. Едва они покидают копи, начинается извержение вулкана. Копи затапливает лавой, полностью уничтожая пещеры и их обитателей. Сильные подземные толчки разрушают город.
Отбежав на безопасное расстояние, Карен говорит Мунро, чтобы он готовил воздушный шар, найденный среди обломков самолета третьей экспедиции. Сама Карен связывается с Тревисом. В ходе диалога выясняется, что Тревиса больше волнуют найденные алмазы, а не судьба сына. В отместку Карен при помощи лазера уничтожает спутник связи. Питер прощается с Эми, уходящей к «хорошим гориллам», с которыми она познакомилась ранее. Уцелевшая троица улетает на воздушном шаре. Напоследок Карен вытаскивает из лазера алмаз и просит Питера выбросить его, что тот и делает.

## В ролях
- Лора Линни — доктор Карен Росс
- Дилан Уолш — доктор Питер Эллиот
- Эрни Хадсон — капитан Монро Келли
- Тим Карри — Херкермер Хомолка
- Грант Хеслов — Ричард
- Джо Дон Бейкер — отец Чарли Трэвиса
- Адевале Акиннуойе-Агбадже — Каега
- Брюс Кэмпбелл — Чарли Трэвис
- Джо Пантолиано — Эдди Вентро
- Шайна Фокс — Эми (озвучка)

## Премии и номинации
- 1996 — премия «Сатурн» — три номинации.
- 1996 — премия «Золотая малина» — семь номинаций.